# Du Châtelet (krater)
Du Châtelet är en nedslagskrater med en diameter på 18,5 kilometer, på planeten Venus. Du Châtelet har fått sitt namn efter den franska matematikern, fysikern och författaren Émilie du Châtelet.